# Georges Lefèvre
Georges Louis Alexandre Lefèvre (Auxonne, 6 aprile 1868 – ...) è stato uno schermidore francese.
Partecipò ai Giochi della II Olimpiade di Parigi nella gara di fioretto per maestri, dove arrivò dodicesimo.